# Área lingüística mesoamericana

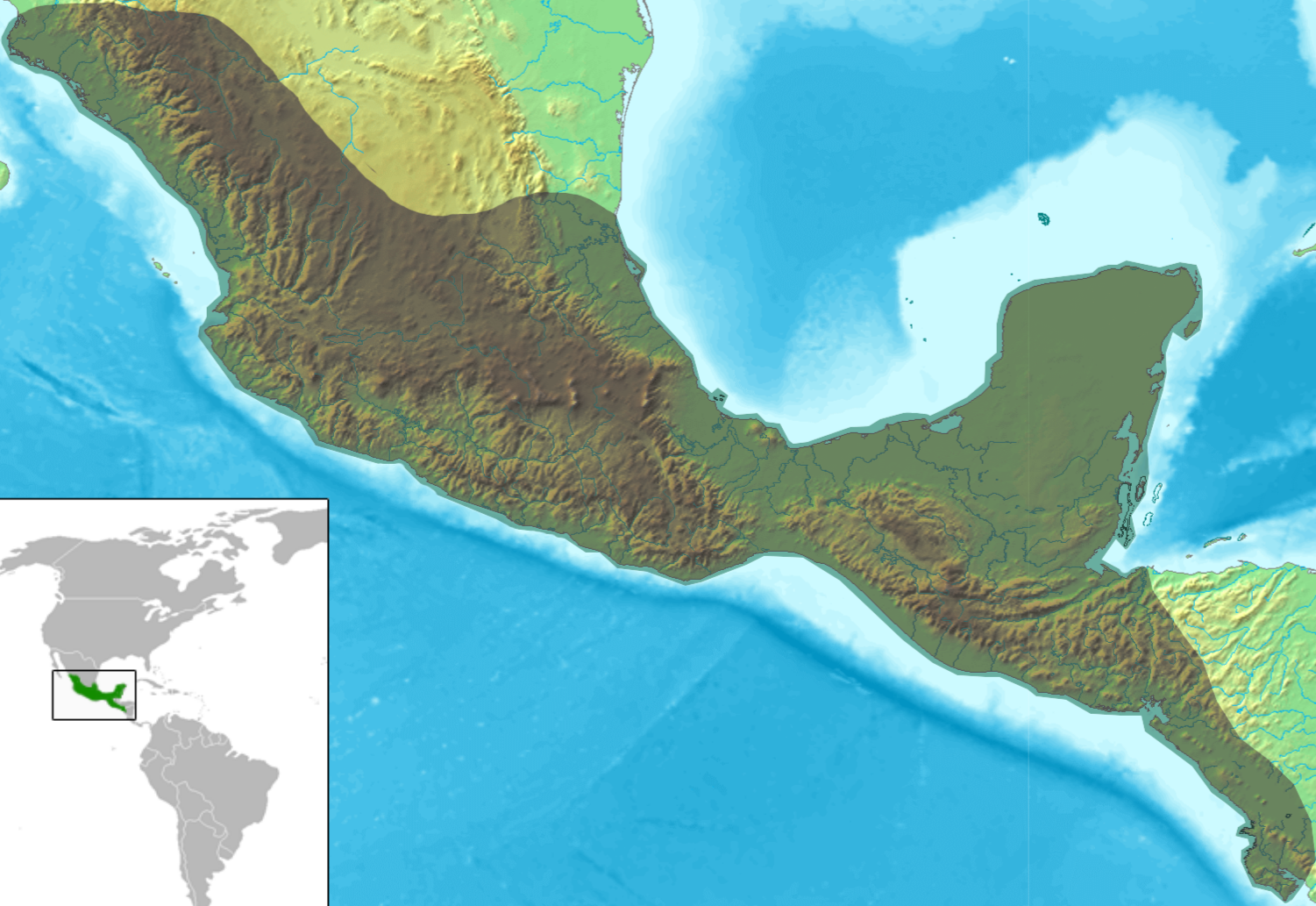
Ubicación de Mesoamérica en el continente.

El área lingüística mesoamericana es un área lingüística que abarca a varias de las lenguas indígenas que fueron y son habladas en el área cultural denominada Mesoamérica. El dominio lingüístico mesoamericano es definido por un cierto orden sintáctico, rasgos fonológicos y léxicos, así como varios rasgos etnolingüísticos detectados en las lenguas de los pueblos mesoamericanos. Esto incluso cuando en la región existe un gran número de familias —uto-azteca, mayance, totonacanas, otomangueana, hokana y mixe-zoqueana—, así como varias lenguas amerindias cuya filiación no ha sido demostrada, y por lo tanto son consideradas como lenguas aisladas.

## Historia de la lingüística en el área mesoamericana

Distribución aproximada a finales del siglo 15 de las familias lingüísticas nativas con presencia en Mesoamérica: mayenses, mixe-zoque, totonaco-tepehua, tequistlalteca, pakawan, oto-mangue, uto-azteca y yumani-cochimí (junto con lenguas aisladas como el purépecha, seri, huave).

Las similitudes detectadas entre muchos de los idiomas mesoamericanos han proporcionado a los investigadores la evidencia para proponer la constitución de un sprachbund desde 1959. La propuesta no se consolidó hasta 1986, cuando Lyle Campbell, Terrence Kaufman y Thomas Smith-Stark emplearon un riguroso análisis que demostraba que las similitudes entre varios idiomas mesoamericanos no podían pasarse por alto, para concluir que los orígenes de este fenómeno fueron causados por la difusión más que por casualidad —y éste es uno de los criterios para la definición de un área lingüística—.
En su artículo "Meso-America as a Linguistic Area" (1986), los autores arriba mencionados exploraron varios rasgos propuestos para el área mesoamericana, de los cuales descartaron bastantes por hallarlos poco sustentados o no ser únicos de la región. Sin embargo, demostraron que cinco rasgos característicos estaban bastante difundidos entre varios idiomas, en una zona cuyos límites coincidían con los de Mesoamérica y probablemente tenían origen en fenómenos de difusión cultural. Compararon estas características con los rasgos definitorios de otras áreas lingüísticas ya bien establecidas para entonces —como Asia Oriental y el área lingüística de los Balcanes— y concluyeron que la mesoamericana podría ser considerada entre las áreas lingüísticas que mejor conocemos
También señalaron que algunos de los rasgos que ellos habían desechado podían ser tomados en consideración para reforzar la propuesta, pero que no los habían considerado suficientes como evidencia, en comparación con los elegidos por ellos.

## Rasgos definitorios del área lingüística mesoamericana
La siguiente es una descripción breve de los rasgos lingüísticos considerados por Campbell, Kaufman y Smith-Stark en su definición del área lingüística mesoamericana.

### Posesión nominal
Muchos de los idiomas indígenas mesoamericanos muestran un particular estilo de construcción para la posesión de nominales. es muy común la construcción su + sustantivo2 + sustantivo1 que significa el sustantivo2 del sustantivo1. 
Por ejemplo, la frase quiché (mayance) u-tzi' le achih = "el perro del hombre", significa literalmente "su-perro el hombre". Una construcción equivalente en náhuatl (uto-azteca) es ī itzcuin yn tlácatl.

### Sustantivos relacionales
Otro rasgo encontrado en varios lenguajes mesoamericanos es la existencia de sustantivos relacionales. Esta clase de sustantivos son empleados para expresar, entre otras, relaciones espaciales. Se parecen mucho a las preposiciones en las lenguas indoeuropeas pero se componen de un sustantivo y afijos posesivos. 
Ejemplos
Pipil (uto-azteca):
nu-wa:n "conmigo" (nu- significa "mío")
mu-wa:n "contigo" (mu- significa "tuyo")
i-wa:n "con ella" (i- significa "suyo")
Mame (mayance):
n-wits-a "sobre mí" (n- significa "mío")
t-wits "sobre él" (t- significa "suyo").

### Sistema vigesimal de numeración
Todos los idiomas mesoamericanos tienen un sistema vigesimal de numeración, esto quiere decir que la base de sus sistemas es el número veinte. Algunos idiomas fuera del área cultural mesoamericana, pero fronterizos o cercanos a ella, también tienen sistemas similares, pero son considerados como derivados de fenómenos de difusión.

### Ausencia de verbos al final de la oración
Pocas lenguas mesoamericanas ubican el verbo al final del orden sintáctico de las oraciones, aun cuando varios idiomas fronterizos poseen un orden Sujeto Objeto Verbo.

### Calcos semánticos ampliamente difundidos
Una evidencia sólida de la difusión entre las lenguas mesoamericanas es provista por el gran número de calcos semánticos que se encuentran ampliamente difundidos en el área. Por ejemplo, en muchos idiomas mesoamericanos, las palabras para designar objetos específicos son construidas mediante el empleo de dos temas diferentes, y en muchos casos los temas son semánticamente idénticos, aunque carecen de relación lingüística. 
Algunos de estos calcos son:
- pierna-cabeza para designar la rodilla [náhuatl tlan-kua- 'abajo-cabeza']
- venado-serpiente, para pitón [náhuatl maza-coa-]
- piedra-ceniza, para piedra caliza [náhuatl te-nex-]
- mano-cuello, para muñeca de la mano [náhuatl ma-kech-]
- pájaro-piedra, para huevo [náhuatl totol-te-]
- sangre-camino, para vena
- moler-piedra para pieza molar
- agua-boca, para orilla [náhuatl ā-tēn-]
- dios-excremento o sol-excremento, para oro [náhuatl teo-cuitla-]
- mano-madre, para dedo pulgar
- agua-montaña, para pueblo [náhuatl āl-tepē-,]